# Andilamena (district)
Andilamena is een district van Madagaskar in de regio Alaotra-Mangoro. Het district telt 66.826 inwoners (2011) en heeft een oppervlakte van 7.405 km², verdeeld over 8 gemeentes. De hoofdplaats is Andilamena.